# Aparapotamon tholosum
Aparapotamon tholosum е вид ракообразно от семейство Potamidae.

## Разпространение
Видът е разпространен в Китай (Юннан).